# Фудбал
Фудбал (енгл. football, од foot — „стопало” и ball — „лопта”) или ногомет је колективни спорт који се игра између две екипе, састављене од по једанаест играча. Фудбал је тренутно најпопуларнији спорт на свету. Игра се у скоро свим земљама. Могу га играти људи свих годишта и оба пола. Често се о фудбалу говори као о „најважнијој споредној ствари на свету”. Игра се фудбалском лоптом на правоугаоном игралишту с травнатом или вештачком подлогом. Голови су смештени један насупрот другом на крају уже стране игралишта. Циљ игре је убацити лопту у противнички гол било којим делом тела осим руком. Једино голман може у ограниченом простору, такозваном шеснаестерцу, играти руком. Победник утакмице је екипа која на крају утакмице постигне више голова (погодака).
Савремена фудбалска игра развила се у Енглеској после стварања првог фудбалског савеза 1863. године. Прва правила датирају из исте године, а са мањим променама одржала су се и до данас. Највише фудбалско тело је ФИФА (фр. FIFA). ФИФА организује Светско првенство у фудбалу, најпрестижније спортско такмичење уопште.

## Природа фудбалске игре
Фудбал се игра по прописима који се називају правила фудбалске игре. Сви учесници, 22 играча, чине све сагласно с правилима игре да задрже лопту у поседу своје екипе и да је спроведу у противнички гол. Екипа која постигне више погодака на крају утакмице је победник, а ако обе екипе имају једнак број постигнутих погодака, или ниједна екипа не постигне погодак, утакмица је нерешена (реми).
Основно је правило да ниједан играч осим голмана не сме намерно да додирне лопту дланом или било којим делом руке, осим раменом. Међутим, играчи морају извести аут управо руком, боље речено са обе руке, јер извођење аута једном руком значи аутоматску доделу лопте противничкој екипи. Иако се играчи највише користе ногом, допуштено је играње било којим делом тела осим руке.
Играчи покушавају да се приближе противничком голу с лоптом на разне начине: индивидуалном контролом попут дриблинга, додавањем лопте саиграчу или ударцем према голу што противнички голман треба да одбрани. Противничка екипа настоји да освоји лопту пресецањем додавања или уклизавањем према противнику који има лопту. Уклизавање је ограничено; ако дође до контакта између играча који уклизава и оног који има лопту, досуђује се прекршај, а лопта се даје екипи чији је играч водио лопту.
Фудбал је динамична спортска игра. Лопта је у игри све време осим када судија заустави игру због њеног изласка изван граница игралишта или неког прекршаја у терену. Након заустављања, игра се наставља према правилима.
У професионалним лигама, на утакмици је најчешћи резултат од највише 3 гола. На пример, у Премијер лиги у сезони 2005/2006, просек голова по утакмици био је 2,48.
Голови се постижу из игре и из казнених удараца. Казнени ударци су пенали ако је прекршај начињен у обележеном казненом простору, удаљеном 16 m од гола. Прекршаји, ван тога простора, се санкционишу са слободним ударцима.
Фудбалска утакмица се не може играти без голмана и капитена. У правилима фудбала, само голман има одређену улогу. Сви остали играчи могу играти на било којем месту на терену. У модерном фудбалу, постоје, осим голмана, још три основне позиције:
- крила и шпиц: чија је главна улога постизање гола
- везни играчи: чија је улога одузимање лопте противнику, те додавање лопте својим нападачима
- штопери и бекови: њихова је улога спречавање противничке екипе да постигне гол.

Ове се позиције даље разрађују. Та се разрада најчешће огледа у постављању играча на одређену страну, на пример: постоје централни (средњи) бекови, те леви и десни везни играчи. Иако играчи играју на унапред одређеној позицији, они могу без проблема прећи на неку другу позицију. Одређивање позиције на којој ће играчи играти зове се фудбалска формација. Формација уједно дефинише и тактику, а одређује је тренер.

## Историја и развој
Игре које су се темељиле на шутирању лопте одигравале су се у многим земљама током историје. Најстарија игра о којој постоје документи је цују, која се помиње током војних вежби за време династије Чин у Кини (255—206. п. н. е.). Остале прадавне игре биле су кемари у Јапану и харпастум у Старом Риму.
Правила фудбалске игре су донета средином 19. века да би коначно ујединила све врсте фудбала које су се играле по разним школама широм Велике Британије. Прва су правила измишљена у Кембриџу 1848, али нису била усвојена. Током 50-их година 19. века бројни клубови у државама с енглеским као матерњим језиком играли су фудбал који се разликовао од једног до другог места. Неки су клубови доносили сопствена правила, а најпознатија су била „Шефилдска фудбалска правила“ из 1867. Такође, 1862, Џон Чарлс Тринг изнео је своју врсту правила која су имала утицаја у стварању првих „фиксних“ правила.
Сва ова правила су имала позитивну последицу; стварање првог фудбалског савеза, дана 26. октобра 1863.. Прво окупљање савеза било је у Freemason's Tavern у улици Great Queen Street у Лондону.
У Freemason's Tavern, током пет сусрета између октобра и децембра, донета су службена правила која су, с мањим изменама, на снази и данас. На завршном састанку, клуб Blackheath повукао се из савеза због избацивања два правила; прво, у којем је писало да је допуштено играти руком било где на терену и друго, у којем је дозвољено ударање по ногама.
Данас, правила доноси ИФАБ (International Football Association Board). Ово је тело основано 1886. после састанка у Манчестеру. На том састанку су учествовали, осим енглеског, и шкотски, велшки и ирски фудбалски савез.
Најстарије фудбалско такмичење је енглески ФА куп, први пут одржан 1872. Енглеска је такође дом најстарије лиге, основане 1888. од стране Астон Виле. Оригинални систем такмичења окупљао је 12 екипа из средње и северне Енглеске.
ФИФА је основана 1904. у Паризу, обећавши да ће поштовати и покушати да унапреди фудбалска правила. Повећана популарност фудбала на међународном нивоу довела је да ИФАБ прими ФИФА-у под своје окриље 1913. године. У данашње време, ИФАБ се састоји од четири члана из ФИФА-е, као и од једног представника из сваког од четири британска савеза.
Данас, фудбал свој статус најпопуларнијег спорта на свету дугује једноставним правилима и минималној опреми. Фудбал се данас игра на професионалном нивоу у више од двеста земаља света, а занимљиво је напоменути да је, према ФИФА-и, већи број аматера него професионалаца. Такође, ФИФА је 2001. објавила да преко 250 милиона људи игра фудбал редовно за неки професионални или аматерски клуб.
У великом делу света, фудбал због чињенице да је екипни спорт, зближава људе и побољшава односе између места, градова, па чак и држава. Америчка ТВ-станица „ЕСПН“ тврди да је пласман Обале Слоноваче на Светском првенству 2006. прекинуо грађански рат у тој афричкој земљи. Но, насупрот томе, добро је познат случај „фудбалског рата“ између Хондураса и Салвадора, као и немили догађај на Максимиру 1990, на утакмици између Динама и Црвене звезде.

## Правила игре

### Историјски развој правила фудбалске игре
Када је у Енглеској око 1650. године укинута забрана игре лоптом уведене краљевским декретом 1314. године игра се брзо ширила по школама. Неких одређених правила није било, осим што се није смело играти рукама.
Играчи по школама су се поделили у два табора:
- присталице ragby running game (рагбија) где се лопта могла играти руком и
- присталице dribling game (фудбала) где се искључиво играло ногом

Године 1855. у Шефилду и Кембриџу основани су први енглески фудбалски клубови. Повећањем броја клубова настала је потреба за организованом игром. Присталице dribling game прихватиле су 1863. правила која је за ову игру направио M. Tring (1862) ректор школе у Uppinghamu и исте године у Лондону основали први фудбалски савез Football Association који је прописао 13 правила за игру. Тек од те године може се говорити о фудбалској игри у данашњем смислу.
Прва правила су прописивала:
- Величина игралишта је била је утврђена на 200 јарди х 100 јарди (182,88 m х 91,44 m) и размак између статива на на голу 7,96 јарди (7,28 m). На голу није постојала пречка.
- Екипа се састојала од 11 играча.
- Свако играње руком и главом било је забрањено, противник се могао нападати само раменима и грудима.
- После сваког поготка екипе су мењале стране.
- Нешто касније димензије игралишта су смањене на 140 х 70 јарди

Од тада па до 1929. правила су се усавршавала и проширивала новим одредбама.
Допуне правила извршена су овим редом:
- 1864. је извршена прва допуна којом су прописане фудбалске ципеле.
- 1866. уведено је правило офсајда. Офсајд је био када играч прими лопту на противничкој половини, а испред себе нема најмање три играча. До те године у офсајду је био сваки играч, који је у моменту додавања био испред лопте што је узето из рагби правила.
- 1867. уведен је конопац који је спајао врхове статива, испуцавање лопте испред гола и забрана постизања гола директно из слободног ударца.
- 1870. уведено је играње главом,
- 1871. у екипу је уведен голман, којем је било допуштено играње руком.
- 1873. уведен је корнер. Корнер се изводио са попречне линије 15 метара лево или десно удаљен од гола.
- 1874. за прекршај правила игре уведено је кажњавање слободним ударцем.
- 1875. одређене су димензије гола ширина 7,32 m и висина 2,44 m, са обавезним постављањем пречке.
- 1878. уведена је пиштаљка за судију за давање знакова приликом прекида игре.
- 1880. димензије игралишта су сведене на 110 х 53,33 јарди (100,58 х 51,48 m)
- 1881. одређено је време трајање игре, права и дужности судије.
- 1884. уведене су помоћне судије, али су су се кретали нешто даље од игралишта.
- 1889. одређена је величина и маса лопте.
- 1891. на предлог Ираца уведен је казнени ударац – једанаестерац, обележен казнени простор, голманов простор и мрежа на голу. Од те године помоћне судије суде као линијске судије.
- 1897. уведено је трајање игре од 90 минута
- 1905. забрањено је голману истрчавање са гол-линије при извођењу једанаестерца.
- 1906. уведен је одмор у полувремену од 5 минута.
- 1912. голману је забрањено играње руком ван казненог простора
- 1913. корнер се изводи са угла игралишта.
- 1924. уведено је правило да сви играчи приликом извођења једанаестерца морају бити ван казненог простора удаљени од лопте најмање 9,15
- 1925. промењено је правило офсајда и допуштено да играч у нападу на противничкој половини игралишта, у моменту када му његов саиграч додаје лопту мора имати пред собом најмање два играча.
- 1929. за грешку при извођењу убацивања лопте у игру уместо слободног ударца досуђује се ново убацивање у корист друге екипе.
- 1970. уведено је правило жутог и црвеног картона.

Од тада па до данас увођене су незнатне измене основних правила.

### О правилима
Постоји 17 фудбалских правила. Сва су правила створена за сваки ниво фудбала, иако су очигледне промене код јуниора, сениора или жена. Правила, када је потребно, постају флексибилна. Тако безбројне одлуке ИФАБ-а помажу у бољој регулацији фудбалске игре.
Фудбалска правила, још позната и као фудбалски закони, помажу у одигравању фудбалских утакмица. Свако ново правило и измену постојећих мора да потврди ИФАБ.

### Играчи, опрема и судије
Свака екипа се састоји од највише 11 играча (не рачунајући замене или резерве), од којих један мора бити голман. Правила такмичења одређују минималан број играча који је потребан за стварање екипе, што је најчешће седам. Голман се може користити руком или дланом те се кретати с лоптом у рукама, али само унутар шеснаестерца испред свог гола, не противничког. Иако остале играче распоређује тренер, нема никаквог ограничења што се тиче њихових позиција и кретања.
Основна опрема која је потребна за наступ укључује мајицу, шорц, чарапе (штуцне), копачке и адекватне штитнике за потколеницу. Не смеју носити ништа што је опасно за противничког играча или тог самог играча; никакав накит, па чак ни венчани прстен. Само судија сме, то јест треба да носи сат. Голмани морају да имају другачију опрему од саиграча, противничких играча и судија.
Више играча може бити замењено током утакмице. Максималан број замена током међународне такмичарске утакмице или лигашке утакмице је три, иако број замена може варирати у неким другим лигама или пријатељским утакмицама. Најчешћи су разлози за замену повреда, умор, слаба игра и тактичка промена. Према прописима ФИФА-е, замењен играч не сме више ући у игру за време те утакмице.
Утакмицу суди главни судија, који има пуна овлашћења да спроводи сва фудбалска правила током утакмице за коју је изабран да суди (5. правило). Одлука главног судије је коначна. Главном судији помажу помоћне судије, а свуда би требало да буде и четврти судија, иако ФИФА то не захтева. Главна је улога четвртог судије помагање осталој тројици судија и ако је потребно и замени једног од њих, услед повреде на пример. Будући да у том случају нема четвртог судије, на Светском првенству 2006. види се да постоји и пети судија, који замењује четвртог.

### Игралиште
Због енглеског порекла фудбала и надмоћи британских савеза у раним данима ИФАБ-а, стандардне димензије фудбалског игралишта изражене су у јардима. Тако, на пример, једанаестерац није ударац упућен са једанаест метара, већ са дванаест јарди. Иако се данас све више прерачунава у метре, фудбалске нације с енглеског говорног подручја и даље користе јард као мерну јединицу.
Игралиште је у облику правоугаоника. За међународне утакмице, дужина не сме да прелази 90 до 100 метара, а ширина би требало да буде између 65 и 75 метара (некада дужине од 90 до 110 метара и ширине од 45 до 90 метара, а данас тачно 105 m са 68 m - по прописима УЕФЕ).
Игралиште је омеђено 12 cm широким попречним и уздужним линијама, а подељено је средњом линијом (линија центра) на два једнака дела. Средина игралишта је обележена кругом (полупречника 9,15 m). Ове дуже линије (уздужне линије) називају се аут-линије (кад лопта оде преко те линије изводи се аут), а краће (Попречне линије) гол-линије (на њима су постављени голови).
На оба краја игралишта у средини попречне линије налази се по један гол (7,32 m дужине и 2,44 m висине). Гол се састоји од две стативе повезане пречком, на којој је причвршћена мрежа. Стативе и пречка су округлог (раније квадратног) пресека односно пречника 12 cm.
Голманов простор је правоугаоник. На 5,5 m лево и десно од унутрашње страна стативе уцртане су две вертикалне 5,5 m дуге линије, а њихове крајеве спаја линија која је паралелна са попречном страном игралишта.
Казнени простор је правоугаоник уцртан око голмановог простора. Његове две краће стране које улазе у терен игралишта, дуге су 16,5 m, а исто толико су удаљене и од унутрашње стране статива. Линија која спаја њихове крајеве паралелна је са попречном страном игралишта. У том простору је тачком обележено место са којег се изводи казнени ударац (11 m од гола) Са спољашње стране правоугаоника, испред средине казненог простора је сегмент полупречника 9,15 m чији је центар у тачки с којег се изводи казнени ударац.

### Трајање утакмице и одређивање победника
Стандардна утакмица за одрасле састоји се од два дела од 45 минута познатих као полувреме. Дакле, утакмица траје 90 минута. Обично је између два полувремена одмор од 15 минута.
Главни судија је једини службени мерилац времена на утакмици. Он доноси одлуку колика ће бити надокнада изгубљеног времена. Време се губи обављањем замена, пружања медицинске помоћи повређеном играчу, слављењем постигнутог гола. Главни судија ће показати четвртом судији колика је надокнада, а овај ће подигнути мали семафор који показује играчима и публици колико се минута надокнађује.
Утакмице у лиги могу завршити и нерешено, али у купу се мора добити победник. У тој фази такмичења нерешена утакмица после одиграних 90 минута решава се продужецима, а ако је и тада нерешено, онда се приступа извођењу једанаестераца. Голови постигнути у продужецима се у службеним статистикама рачунају као да су постигнути током регуларних 90 минута. Код једанаестераца, то је другачије. Они постигнути током продужетака рачунају се као и гол из игре (током 90 минута), али они постигнути после 90 минута и продужетака се у службеним статистикама не рачунају.
Такмичења која се одржавају двокружно (екипе играју једна против друге двапут; једном код куће, једном у гостима) могу користити правило гола у гостима, ако две екипе имају једнак број бодова на крају такмичења. Ако је и број голова у гостима такође једнак, онда се може израчунати однос досуђених и искоришћених једанаестераца. Друга варијанта је одигравање нове, одлучујуће утакмице.
У касним 90-им годинама 20. века, ИФАБ је почео да експериментише с начинима који би омогућавали завршетак утакмице без извођења једанаестераца. То су били златни гол и сребрни гол. Златни гол значи тренутни завршетак утакмице и победу екипе која је постигла гол. Сребрни гол доноси победу екипи која има предност на крају продужетка. Правило златног гола уведено је на Европском првенству у Енглеској, а сребрни гол на Европском првенству 2004. у Португалији. Експерименти са златним и сребрним голом су прекинути, па се ИФАБ вратио традицији и одигравању продужетака до краја.

### Лопта у игри и ван игре
По правилима постоје два основна дела игре: лопта у игри и лопта ван игре. Све време од почетног ударца па до краја полувремена, осим када лопта изађе ван граница игралишта или судија заустави игру, лопта је у игри. Када лопта није у игри, она се враћа на један од осам следећих начина:
- Почетни ударац: на почетку утакмице, полувремена или продужетка, или након гола противничке екипе.
- Аут: када лопта целим обимом пређе аут-линију, лопта је додељена екипи супротној од оне која је задња дотакла лопту.
- Гол-аут: када лопта целим обимом пређе гол-линију, а да гол није постигнут, под условом да је екипа која је нападала задња играла (дотакла) лоптом, гол-аут је додељен екипи која се до краја те акције бранила.
- Корнер: када лопта целим обимом пређе гол-линију, а да гол није постигнут, под условом да је лоптом последња играла екипа која се бранила, лопта је додељена екипи која напада.
- Индирект: лопта се додељује екипи супротној од оне која је направила прекршај који није ометао противника (офсајд, предуго држање лопте у рукама голмана).
- Слободан ударац: досуђује се у корист екипе играча над којим је извршен прекршај.
- Једанаестерац: досуђује се у корист екипе над чијим играчем је направљен прекршај у шеснаестерцу противника.
- Судијско бацање: дешава се кад судија заустави игру. Разлог заустављања може бити озбиљна повреда играча, улазак страног лица у терен, пробушена лопта и слично. Овакав се наставак утакмице ређе виђа на утакмицама за одрасле.

### Прекршаји и казне
Прекршај у фудбалу настаје када играч угрози супарничког играча на један од бројних начина: играњем руком, гурањем противника, рушењем противника (фаул)... За такве врсте прекршаја досуђује се слободан ударац или једанаестерац, у зависности од тога где је прекршај направљен. Остали прекршаји кажњавају се индиректом.
Судија може казнити играча, замену (чак и ако замена није у игри), те особље (физиотерапеута, тренера... жутим или црвеним картоном. Казнити се може било када, па чак и недуго после завршетка утакмице и то ако је играч направио прекршај који је кажњив према фудбалским правилима. Најчешћи разлог казне је „неспортско понашање“, које се кажњава сваки пут када се нарушава дух игре.
Судија може да одлучи да не досуди прекршај ако сматра да екипа над којом је прекршај направљен може да оствари предност из наставка акције. Судија, ако предност није остварена, односно ако екипа над којом је прекршај направљен није остварила неки значајан помак у акцији, може да врати игру и досуди прекршај који се изводи на месту где се прекршај догодио. Ако се ради о прекршају који захтева казну, а екипа над којом је прекршај направљен може да оствари предност, судија задржава право да казни играча након одласка лопте изван границе терена.

### Офсајд
Играч је у офсајду ако је ближи супротној гол-линији и од лопте и од свих противничких играча, осим ако је у свом делу игралишта. Ако је играч у линији са супарником, офсајда нема. Тренутак у којем помоћни судија мора да одреди има ли офсајда је тренутак упућивања лопте према играчу. Ако у том тренутку офсајда није било, играч слободно може да крене ка гол-линији.
Ако је лопта упућена играчу који је у офсајду, а он очито показује да не намерава да игра лоптом или омета бека у добијању лопте назад, тада се офсајд не досуђује, а неки други играч слободно може да игра лоптом или додаје, под условом да није направио офсајд.
Право (изворно) правило је да нападач у тренутку упућивања лопте мора да има најмање два противничка играча ближе противничком голу, где је углавном један голман, а други одбрамбени играч. Ретка је ситуација да голман истрчи и интервенише, а противник одмах врати лопту ка голу где се налазе нападач и одбрамбени играч. Тада је офсајд, али се дешава да играчи то не знају, па долази до протеста код судија и додељивања картона.

## Извршна тела
Највише и најутицајније фудбалско тело је ФИФА. Осим фудбала који је најпознатији, ФИФА је такође надлежна за развој футсала и фудбала на песку. Седиште ФИФА-е је у Цириху, у Швајцарској.
Постоји шест регионалних конфедерација које су у савезу са ФИФА-ом:
- Азија: АФК (Азијска фудбалска конфедерација)
- Африка: КАФ (Афричка фудбалска конфедерација)
- Средња/Северна Америка и Кариби: КОНКАКАФ (Фудбалска конфедерација карипског, северноамеричког и средњоамеричког фудбала)
- Европа:УЕФА (Унија европских фудбалских асоцијација)
- Океанија:ОФК (Фудбалска конфедерација Океаније)
- Јужна Америка: КОНМЕБОЛ (Фудбалска конфедерација јужноамеричког фудбала)

Неки фудбалски савези мењају понеке фудбалске прописе. Међутим, када се одржава службено такмичење, сва правила ФИФА-е и припадајуће конфедерације морају да се прихвате. ФИФА као сама не доноси правила, већ је за то надлежан ИФАБ, као што је већ објашњено.

## Највећа међународна такмичења
Највеће међународно такмичење организује ФИФА, а то је Светско првенство у фудбалу. Ово такмичење се одржава сваке четири године. Више од 190 националних фудбалских репрезентација учествује у квалификацијама под надзором припадајућих конфедерација за место у завршном турниру. На завршном турниру налазе се 32 екипе (број екипа је 1998. године повећан са 24 на 32) које се такмиче током приближно месец дана. Последње светско првенство одржано је 2022. у Kaтару, а следеће ће бити 2026. у Сједињеним Америчким Државама, Канади и Мексику.
Фудбал је такође заступљен на Олимпијским играма од 1900, са изузетком игара у Лос Анђелесу 1932. Пре настанка светског првенства у фудбалу, Олимпијске игре су имале статус највећег међународног такмичења у фудбалу. Прво је олимпијски фудбалски турнир био предвиђен искључиво за аматере, али од ОИ у Лос Анђелесу наступ је допуштен и професионалцима уз бројна ограничења која онемогућују слање најјачих фудбалских репрезентација на ОИ. Тренутно, фудбал на ОИ игра се на нивоу У-23, с тим да репрезентације могу да имају три играча преко 23 године. Код жена и женског фудбала на ОИ, ствари су потпуно другачије. Од Олимпијских игара 1996. у Атланти заступљен је и женски фудбал и то са свим професионалним играчицама без старосних ограничења. Зато је титула олимпијских фудбалских победница од једнаке вредности као и Светско првенство у фудбалу за жене.
Након СП-а, најважнија међународна фудбалска такмичења су континентална првенства која организују континенталне конфедерације и окупљају најбоље фудбалске екипе са појединог континента које на главни турнир улазе кроз систем квалификација. Ти турнири по континентима и надлежне конфедерације су:
- Европа: Европско првенство у фудбалу (УЕФА)
- Јужна Америка: Амерички куп (КОНМЕБОЛ)
- Африка: Афрички куп нација (КАФ)
- Азија: АФК азијски куп (АФК)
- Средња/Северна Америка: КОНКАКАФ златни куп (КОНКАКАФ)
- Океанија: ОФК куп нација (ОФК)

Осим тога постоје и клупска такмичења по континентима која су такође врло популарна и квалитетом не заостају за националним континенталним такмичењима. Најпознатија клупска такмичења су Лига шампиона у Европи, као и Куп Либертадорес у Јужној Америци. Победници ових купова, као и купова осталих континената играју у такмичењу званом Светско клупско првенство.

## Такмичења на државном нивоу
Фудбалски савез сваке поједине државе је надлежно тело за стварање лигашког такмичења, која се уобичајено деле у неколико лига (дивизија). У лигама овакве врсте екипе добијају бодове зависно од резултата.
Бодовања су различита:
- 3 за победу, 1 за нерешено, 0 за пораз
- 2 за победу, 1 за нерешено, 0 за пораз
- 2 за победу, 1 ако након нерешене утакмице се добије на једанаестерце, 0 ако се изгуби на једанаестерце након нерешене утакмице, 0 за пораз
- 3 за победу, 2 за нерешено, 1 за пораз

Екипе су постављене на табелу према резултатима које постижу, почевши од најбоље, а завршно са најлошијом екипом.
Најчешће, екипе се током једне сезоне сусрећу двапут, једном на свом терену и једном у гостима. На крају сезоне екипа са највише освојених бодова проглашава се прваком, а једна до четири најлошије екипе испадају у нижи ранг такмичења, а замењује их исти број најбољих екипа из нижег ранга.
Понекад лига редослед није коначан; након лигашког дела такмичења, играју се доигравања за првака, пласман у вишу лигу или за одређени пласман, као и разигравања за опстанак у постојећем такмичењу.
Одређени број најбољих екипа у највишем рангу такмичења стиче право играња у међународним клупским такмичењима идуће сезоне. Главни примери оваквог концепта такмичења налазе се у Јужној Америци, у систему Апертура и Клаусура. Преведено, ради се о првом (отварајућем) и другом (затварајућем) делу такмичења.
У додатку лигама, већина фудбалских савеза додаје и куп такмичење током сезоне. Купови су најчешће организовани по куп систему. То значи да победник једне утакмице пролази у следећи круг такмичења, а губитник више не учествује у такмичењу, односно испада из такмичења.
У великом броју земаља се организује и тзв. „Суперкуп“, у коме се у једној утакмици састају државни шампион (победник првенства) и победник купа, што најчешће има само ревијални значај (без утицаја на пласман на међународна такмичења). Уколико је неки клуб освојио такозвану „дуплу круну“ (победник и првенства и купа), „Суперкуп“ се не организује.
Веома често, нарочито од почетка 90-их, у појединим земљама, организује се и тзв. „лига-куп“, такмичење, у коме се клубови неколико кола такмиче по лигашком систему, најчешће по групама, након чега најбоље пласирани тимови учествују у елиминационој завршници (куп систем).